# Mesynodites intermedius
Mesynodites intermedius är en skalbaggsart som beskrevs av August Reichensperger 1935. Mesynodites intermedius ingår i släktet Mesynodites och familjen stumpbaggar. Inga underarter finns listade i Catalogue of Life.